# Stadio Giorgio Ascarelli
Stadio Giorgio Ascarelli (zwany również Stadio Partenopeo) - stadion znajdujący się w mieście Neapol we Włoszech. Na tym obiekcie rozegrano dwa mecze Mistrzostw Świata w Piłce Nożnej 1934. Stadion został zniszczony w czasie II wojny światowej podczas bombardowań. Swoje mecze rozgrywał na nim zespół SSC Napoli. Jego pojemność wynosiła 40 000.